# Милош Лазаревић
Милош Лазаревић (Београд, 1995) је српски песник, јутјубер и блогер.

## Биографија
Завршио је филозофију на Филозофском факултету Универзитета у Београду.
Од 2018. године има јутјуб канал To the lighthouse, на ком објављује приказе и критике књижевних дела, и један је од ретких стваралаца онлајн садржаја на српском јутјубу чији је канал углавном посвећен књижевности, и донекле филозофији и кинематографији.
Своју прву збирку песама Ничег мекшег од сенки објавио је 2023. године за издавачку кућу Бесани.

## Дела
- Ничег мекшег од сенки (Бесани, 2023, Београд)[5]